# Алексеев, Владимир Фёдорович
Влади́мир Фёдорович Алексе́ев (19 октября [31 октября] 1852 — 12 сентября 1919) — русский физикохимик.
Автор трудов по взаимной растворимости жидкостей, в которых развил идеи Д. Н. Абашева; первым показал существование критической температуры растворения (1876).

## Биография
Родился 31 октября 1852 года. Окончил Петербургский горный институт в 1873 году, там же занимал должность профессора с 1879 года после защиты диссертации.
В 1876 году описал названный его именем способ определения взаимной растворимости жидкостей и впервые показал существование критической температуры растворения. В 1885 году открыл правило так называемого «прямолинейного диаметра», применяемое для определения критических температур графическим путём.